# De-estinzione

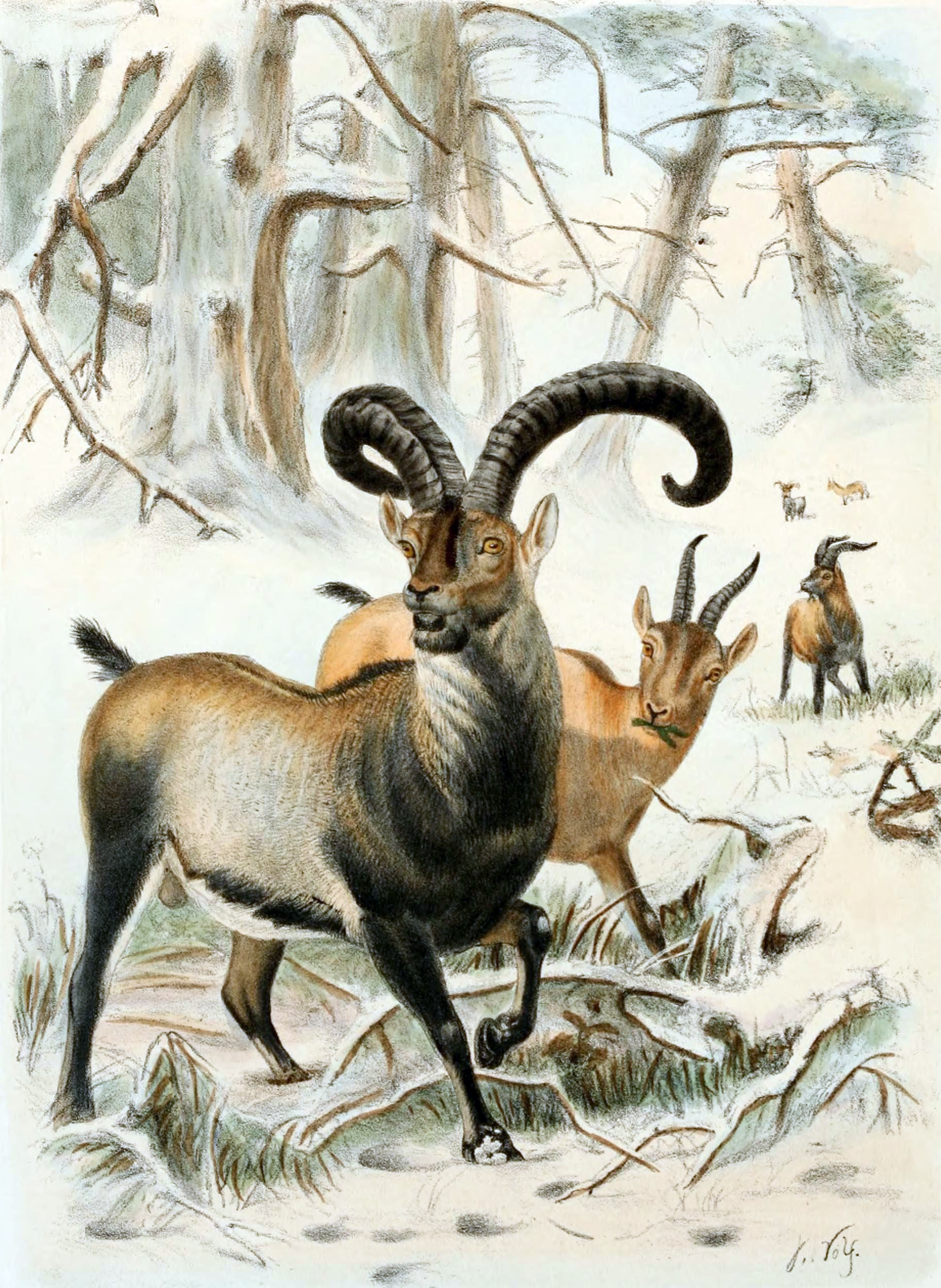
Lo stambecco dei Pirenei, o bucardo, è stato il primo animale ad essere stato riportato in vita, anche se per pochi minuti, grazie alla de-estinzione.

La de-estinzione, o risurrezione biologica, o ancora revivalismo della specie è il processo di creazione artificiale di un organismo appartenente ad una specie estinta. La clonazione è il metodo più ampiamente conosciuto e proposto, sebbene anche l'allevamento selettivo è stato utilizzato e in alcuni (vedi il caso Quagga) ha portato alcuni risultati. Tecniche simili sono state applicate anche su specie in pericolo.
Nonostante i buoni propositi che si prefigge la de-estinzione, ossia riportare in vita specie animali estintesi in tempi recenti e talvolta sterminate dall'uomo, vi è una notevole controversia su tale pratica, e molti critici affermano che sarebbe meglio concentrarsi sulla conservazione delle specie a rischio d'estinzione, e che gli habitat un tempo occupati dalle specie estinte si sono ormai adattati alla loro assenza.

## Metodi

### Clonazione
La clonazione è il metodo maggiormente conosciuto ma allo stesso tempo quello più criticato, come opzione per riportare alla vita specie estinte. I fautori di tale metodo comprendono il suo autore Stewart Brand, e alcune delle specie proposte per tale metodo comprendono la colomba migratrice e il mammut lanoso. Tale procedimento implica l'estrazione di DNA originale dell'animale prelevato da esemplari imbalsamati o perfettamente conservati. Tale materiale genetico verrebbe poi inserito all'interno dell'utero di madri surrogate che nel caso dei sopracitati animali rappresenterebbero gli animali più vicini filogeneticamente, quindi rispettivamente un piccione domestico per la colomba migratrice e l'elefante indiano per il mammuth lanoso.

Un grafico del processo utilizzato per la clonazione dello stambecco dei Pirenei, nel 2003. Il DNA dell'animale estinto è stato prelevato dall'ultima femmina rimasta in vita, di nome Celia in seguito deceduta. Il DNA è stato impiantato artificialmente nell'utero di una capra (Capra hircus). I geni di capra sono stati rimossi per garantire una prole di stambecchi dei Pirenei puri.

Un team di scienziati russi e sudcoreani, da aprile 2013, stanno progettando alcune fasi della clonazione dei mammuth lanosi con l'idea di utilizzare un elefante asiatico femmina come madre surrogata. Grazie al ritrovamento di esemplari di mammuth ben conservati, congelati all'interno dei ghiacci della Siberia, è stato possibile estrarre buone quantità di tessuto organico e, da questo, il materiale genetico. Sebbene alcuni critici hanno posto il problema di dove alloggiare un simile animale in un ecosistema in cui esso si è estinto, è stato proposto che tali animali potranno essere reintrodotti in natura all'interno del Parco del Pleistocene, una riserva naturale in Siberia.
Nonostante gli sforzi della de-estinzione, non si è ancora riusciti a produrre una prole pura e vitale di esemplari estinti, sebbene tale processo sia già stato attuato su specie in pericolo di estinzione. Il banteng è la seconda specie in pericolo ad essere stata clonata con successo, e il primo a sopravvivere per più di una settimana (il primo è stato un gaur che è morto due giorni dopo la nascita). Gli scienziati americani della Advanced Cell Technology del Worcester (Massachusetts), sono stati in grado di estrarre il DNA dalle cellule di un banteng dello zoo di San Diego, trasferendolo nell'utero di una vacca d'allevamento, in un processo chiamato trasferimento nucleare delle cellule somatiche. Trenta embrioni ibridi furono creati e inviati a Trans Ova Genetics, che ha impiantato gli ovuli fecondati nel bestiame domestico. Due delle gravidanze delle vacche sono state portate avanti con successo ma è stato necessario il parto cesario. Il primo ibrido è nato il 1º aprile 2003 e il secondo due giorni dopo. Il secondo ha necessitato di eutanasia, mentre il primo è sopravvissuto e, a partire da settembre del 2006, è rimasto in buona salute allo zoo di San Diego.
Gli scienziati della Università di Newcastle e dell'Università del New South Wales hanno riferito, nel maggio del 2013, di aver portato a compimento con successo la clonazione dell'estinta rana Rheobatrachus silus,  utilizzando il processo di trasferimento nucleare di cellule somatiche. Gli embrioni si sono sviluppati per diversi giorni, ma alla fine sono morti. Gli scienziati sottolineano che unire cellule embrionali congelate e combinarle poi con dello sperma congelato permetterebbe il mantenimento della diversità genetica delle popolazioni che si intende salvare. Questo si potrebbe usare ad esempio per gli anfibi: se una specie dovesse affrontare una crisi di estinzione, questo metodo potrebbe essere efficace per prevenirne l'estinzione mentre nel frattempo si cercano di identificare e superare le cause del declino stesso. La differenza tecnica tra i campioni di tessuto congelato comunemente usati per studi genetici (per esempio la ricostruzione filogenetica) e quelli che dovrebbero essere usati per la de-estinzione, sta nell'uso di particolari crioprotettori e particolari metodi di congelamento e scongelamento.

### Allevamento selettivo
L'allevamento selettivo è un altro metodo di de-estinzione che, invece di basarsi sulla genetica, si basa sulla ricostruzione di determinate caratteristiche grazie alla selezione di determinate caratteristiche negli animali. Ad esempio l'uro, che si estinse nel 1627, potrebbe eventualmente essere riportato in vita prendendo campioni di DNA da frammenti di ossa e denti nei musei al fine di ottenere materiale genetico per ricreare il suo DNA. I ricercatori, quindi, confronterebbero tale DNA con quello degli animali moderni per determinare quali razze abbiano ancora quei determinati geni, per poi intraprendere un programma di allevamento selettivo per invertire il processo evolutivo: ad ogni generazione la prole sarebbero sempre più vicina all'aspetto dell'animale originale.
Il quagga, una sottospecie di zebra estintasi nel 1880, è stata oggetto dell'allevamento selettivo. Dal momento che il nuovo animale non è geneticamente identico alla sottospecie estinta, il nuovo animale è stato chiamato quagga Rau.
Altri esempi noti di de-estinzione tramite allevamento selettivo sono il Cavallo di Heck o "Tarpan Rinato" e il Bovino di Heck  o "Uro Rinato" selezionati dai fratelli Heinz Heck e Lutz Heck in Germania nel corso del XX secolo ma il cui legame alle specie di riferimento è messa in discussione.

### Modifica del genoma
L'editing del genoma sta avanzando rapidamente con l'aiuto dei sistemi CRISPR/Cas, in particolare CRISPR/Cas9. Il sistema CRISPR/Cas9 è stato originariamente scoperto come parte del sistema immunitario batterico. Le cellule germinali possono essere modificate direttamente, in modo che la cellula uovo e lo sperma prodotti dalle specie parentali esistenti producano la progenie delle specie estinte, oppure le cellule somatiche possono essere modificate e trasferite tramite trasferimento nucleare di cellule somatiche. Ciò si traduce in un ibrido tra le due specie. Poiché è possibile sequenziare e assemblare il genoma di organismi estinti da tessuti altamente degradati, questa tecnica consente agli scienziati di perseguire la de-estinzione in una gamma più ampia di specie, comprese quelle per le quali non esistono resti ben conservati.

### Evoluzione iterativa
Un processo naturale di de-estinzione è l'evoluzione iterativa. Questo processo si verifica quando una specie si estingue, ma dopo un certo periodo di tempo una specie diversa si evolve in una creatura quasi identica a quella estinta. Un esempio di questo processo si è verificato con il rallo di Cuvier. Questo uccello incapace di volare si è estinto circa 136 000 anni fa a causa di un evento sconosciuto che ha causato l'innalzamento del livello del mare, che ha provocato la scomparsa della specie. La specie riapparve circa 100.000 anni fa quando il livello del mare si abbassò, permettendo all'uccello di evolversi nuovamente come specie incapace di volare sull'isola di Aldabra, dove si trova ancora oggi.

## Vantaggi della de-estinzione
Le tecnologie sviluppate per la de-estinzione potrebbero portare a grandi progressi nella tecnologia e nei processi scientifici. Lo studio delle specie reintrodotte potrebbe anche portare a progressi nella scienza. Studiando animali precedentemente estinti, si potrebbero scoprire cure per certe malattie. Le specie rianimate possono sostenere iniziative di conservazione agendo come specie bandiera per generare entusiasmo nel pubblico e fondi per la conservazione di interi ecosistemi.
La de-estinzione porterebbe al miglioramento delle attuali strategie di conservazione che sarebbe necessaria per reintrodurre una specie nell'ecosistema. Potrebbe anche aiutare a migliorare gli ecosistemi distrutti dallo sviluppo umano reintroducendo in essi una specie estinta per farli rivivere.

## Svantaggi della de-estinzione
La reintroduzione di specie estinte potrebbe avere un impatto negativo sulle specie esistenti e sul loro ecosistema. La nicchia ecologica della specie estinta potrebbe essere stata riempita nel suo precedente habitat, rendendola una specie invasiva. Ciò potrebbe portare all'estinzione di altre specie a causa della competizione per il cibo o di altre risorse (acqua, territorio, ecc.). I cambiamenti nell'ambiente dovuti allo sviluppo umano potrebbero portare la nuova specie a non sopravvivere se reintrodotta in un ecosistema moderno. Una specie potrebbe anche estinguersi nuovamente dopo la de-estinzione se le ragioni della sua estinzione sono tuttora un rischio per tale specie. Il mammut lanoso ad esempio sarebbe cacciato dai bracconieri proprio come gli elefanti per il loro avorio e potrebbe estinguersi di nuovo a causa di ciò. Oppure se una specie viene reintrodotta in un ambiente che contiene batteri e virus per la quale l'animale de-estinto non ha difese immunitarie potrebbe estinguersi nuovamente, non avendo gli anticorpi che gli animali attuali invece hanno.
La de-estinzione è inoltre un processo molto costoso. Ciò significherebbe che le specie in pericolo di estinzione inizierebbero a estinguersi più velocemente poiché molti fondi destinati alle specie in pericolo verrebbero deviati verso la ricerca per la de-estinzione. Inoltre, poiché le tecniche di clonazione non possono replicare perfettamente una specie come esisteva in natura ai tempi dell'estinzione, la reintroduzione della specie potrebbe non apportare conseguenze ambientali positive. Le specie de-estinte potrebbero per esempio non avere lo stesso ruolo nella catena alimentare che avevano ai tempi e quindi creare danni all'ecosistema.

## Potenziali candidati per la de-estinzione

### Uccelli

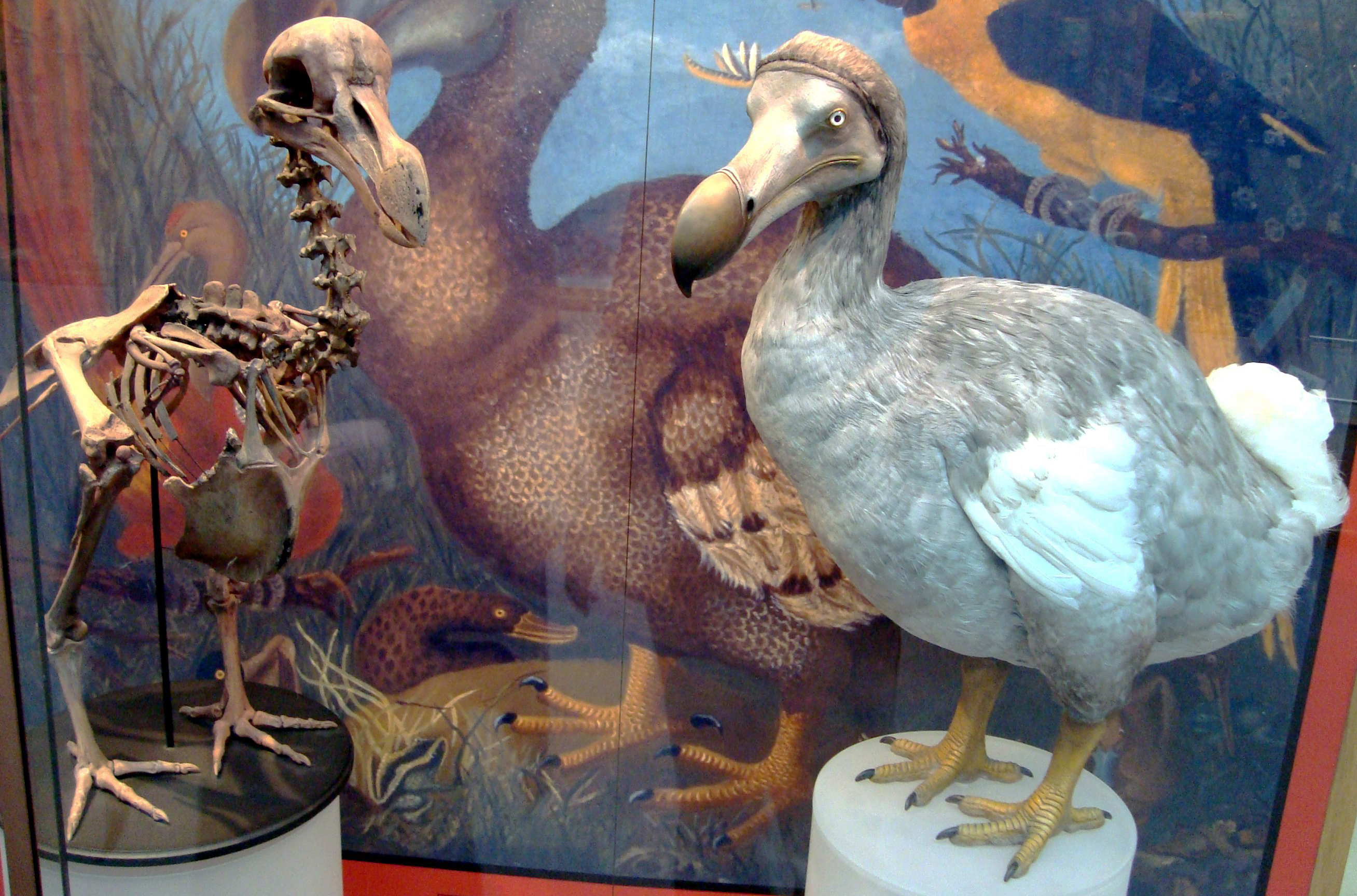
Scheletro e ricostruzione museale di dodo, possibile candidato per ritornare in vita

- Colomba migratrice - questo uccello un tempo contava miliardi di esemplari, prima che la caccia fuori controllo e la perdita del suo habitat lo portassero alla completa estinzione. Usando il DNA trovato in alcuni esemplari conservati nei musei, l'organizzazione senza scopo di lucro Revive & Restore mira a ricreare la colomba migratrice utilizzando come madre surrogata il suo parente in vita più prossimo, il piccione domestico.[31]
- Moa - questo gruppo di grandi uccelli non volatori (che potevano raggiungere i 4 metri d'altezza e i 110 kg di peso), si estinse circa 1400 anni dopo l'arrivo e la proliferazione delle popolazioni Maori, in Nuova Zelanda. Il DNA ritrovato in alcuni esemplari dove tracce di pelle si sono conservate e nei frammenti di gusci d'uovo rendono il Moa un perfetto candidato per la resurrezione.[32] Il politico neozelandese Trevor Mallard ha suggerito di riportare in vita solo le specie di medie dimensioni.[33]
- Tympanuchus cupido cupido - questa sottospecie del pollo di prateria si estinse su Martha's Vineyard, nel 1932, nonostante gli sforzi di conservazione, ma la disponibilità di DNA utilizzabile da campioni di musei e aree protette rende questo uccello un possibile candidato per la de-estinzione e la reintroduzione nel suo ex habitat.[34]
- Dodo - questo uccello non volatore di medio-piccole dimensioni era una specie simbolo ed endemica dell'isola Mauritius, si estinse nel 1640 a causa dello sfruttamento da parte dell'uomo e delle specie introdotte, come ratti e maiali, che mangiavano le sue uova. Grazie a numerose ossa e ad alcuni tessuti della pelle dell'animale è possibile che il dodo possa tornare in vita, utilizzando come madre surrogata il suo parente più stretto vivente, il piccione delle Nicobare.[35]
- Huia[36]
- Moho[36]
- Uccello elefante[37]

### Anfibi
- Rospo dorato

### Mammiferi
- Mammuth lanoso
- Stambecco dei Pirenei - Questa sottospecie dello stambecco iberico un tempo popolava i Pirenei e i paesi adiacenti ad essi. Dichiarato estinto nel 2000, dopo la morte dell’ultimo esemplare, una femmina. Lo stambecco dei Pirenei è stato il primo animale ad essere “de-estinto", partendo dalle cellule dell’ultimo esemplare, ma il clone ha vissuto solo per pochi minuti a causa di una malformazione polmonare.
- Uro
- Quagga
- Tilacino[38]
- Leone delle caverne - La scoperta di due cuccioli di leoni delle caverne perfettamente conservati nella Repubblica di Sacha, e la conseguente estrazione del loro DNA, permetterebbe agli scienziati di riportare in vita il leone delle caverne.[39]
- Bisonte delle steppe - La scoperta di vari esemplari di bisonte della steppa mummificati, datati anche a 9000 anni fa, potrebbe aiutare gli scienziati a riportare in vita la specie usando altre specie di bisonti come madri surrogate, anche se il bisonte della steppa non sarà il primo animale ad essere "resuscitato".[40]
- Macrauchenia
- Rinoceronte lanoso - Nel 2021, è stato ritrovato un cadavere perfettamente conservato dopo lo scioglimento del permafrost siberiano nella regione della Jacuzia. È il corpo meglio conservato ritrovato finora. Molti tessuti, tra cui quello genitale sono intatti. Anche il corno è intatto, una vera e propria rarità, visto l'elevato tasso di decomponibilità. Questo ritrovamento permette grandi passi avanti nella de-estinzione del Rinoceronte Lanoso.
- Toxodon - Nel 2015, un gruppo di paleontologi ha scoperto del DNA di Toxodon scoprendo che i toxodontidi sono strettamente imparentati con gli ungulati, quali cavalli, rinoceronti e tapiri moderni. Alcuni scienziati stanno progettando di riportare il Toxodon in vita, usando un esemplare di rinoceronte bianco come madre surrogata.[41]
- Uomo di Neanderthal[42]
- Enocione

## Nella cultura di massa
La de-estinzione è stata protagonista nel franchise Jurassic Park (dove uno scienziato fa rivivere i dinosauri partendo dal sangue presente in una zanzara preistorica fossilizzata) e del film Il sesto giorno dove il cane del protagonista (insieme a molti umani) veniva riportato in vita grazie alla clonazione, anche se non si tratta della de-estinzione di specie estinte ma di singoli individui fatti rivivere.